# 刘洪顺
刘洪顺（1956年10月—），男，汉族，甘肃省民勤县人。中华人民共和国地方政府官员、西藏民族学院院长。
1976年1月毕业于西藏民族学院语文系。1976年1月留校后分配到西藏民族学院林芝分校工作。1980年3月加入中国共产党。西藏农牧学院成立后，先后任西藏农牧学院党委宣传部副部长、政治部副主任、组织部部长、人事处处长、西藏民族学院历史系主任、党委组织部部长等职。1998年7月任西藏民族学院党委副书记，2000年9月任西藏自治区文化厅党组副书记、副厅长。2001年10月任西藏民族学院党委副书记、纪委书记。2008年1月任西藏民族学院党委副书记、院长。2011年10月任西藏民族学院党委书记、院长。2011年11月任西藏民族学院党委书记、副院长。